# Shawn Rojeski
Shawn Joseph Rojeski (Virginia, 21 gennaio 1972) è un giocatore di curling statunitense.

## Biografia
Partecipò all'età di 34 anni ai XX Giochi olimpici invernali edizione disputata a Torino, (Italia) nel febbraio del 2006, riuscendo ad ottenere la medaglia di bronzo nella squadra statunitense con i connazionali Pete Fenson, Joe Polo, John Shuster e Scott Baird.
Nell'edizione la nazionale finlandese ottenne la medaglia d'argento, la canadese quella d'oro.